# 古穆瓦

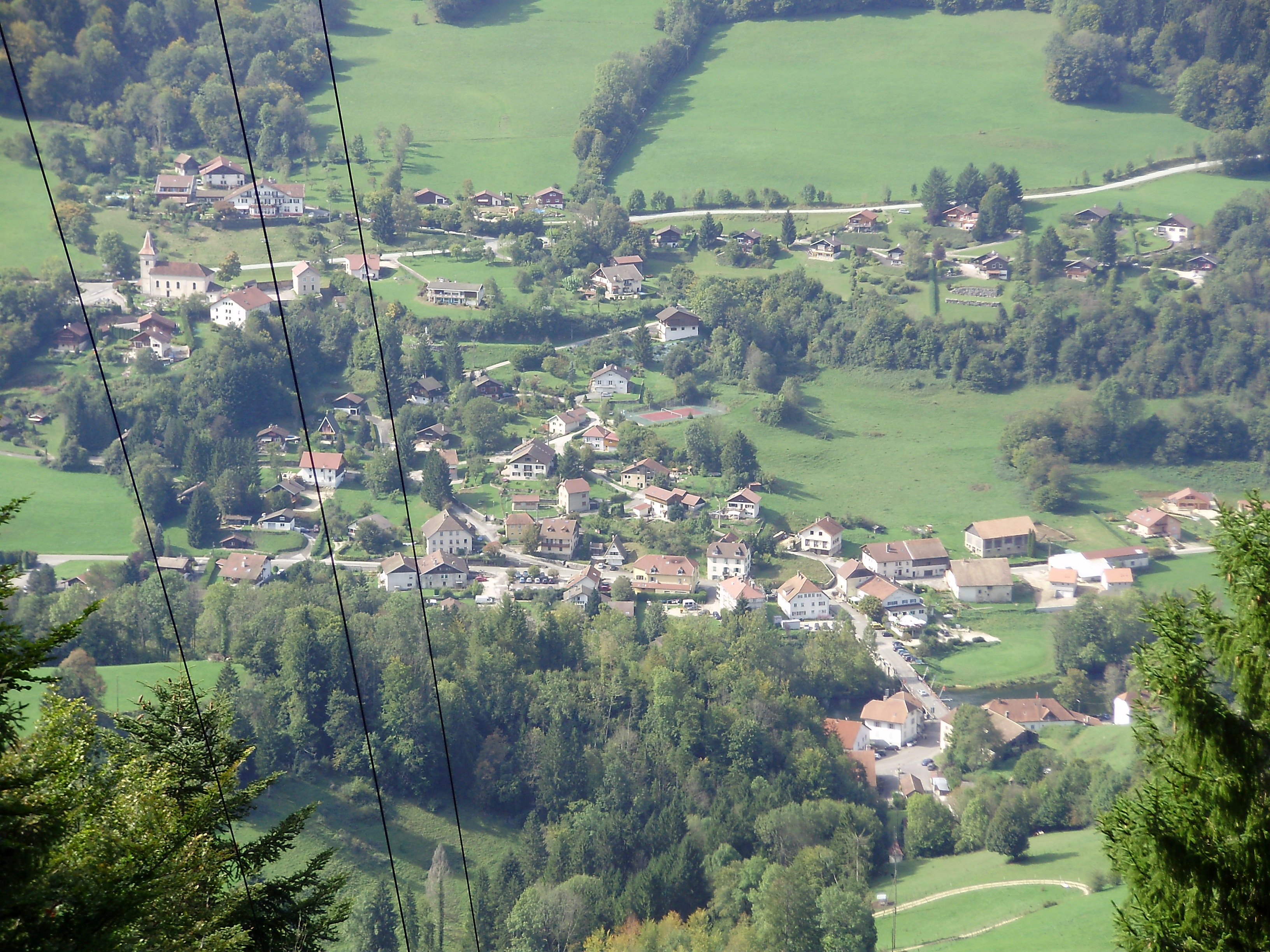
古穆瓦鸟瞰图

古穆瓦（法語：Goumois，法語發音：[ɡumwa]）是位于法国与瑞士边境的一个村庄，被杜河分隔为两个市镇，位于法国的部分属法国杜省，位于瑞士的部分属瑞士汝拉州。